# Muzeum Regionalne w Środzie Śląskiej
Muzeum Regionalne w Środzie Śląskiej – muzeum położone w Środzie Śląskiej. Placówka jest jednostka organizacyjną powiatu średzkiego, współfinansowaną przez gminę Środa Śląska. Jej siedzibą jest budynek średzkiego Starego Ratusza.
Początki muzealnictwa w Środzie Śląskiej sięgają lat 20. XX wieku. Wtedy to z inicjatywy dra Franza Zmarzlego - profesora miejscowego gimnazjum oraz Bruno Klebsa – rektor szkoły ewangelickiej powstało Heimatmuseum. Mieściło się ono najpierw w budynku gimnazjum (obecnie Powiatowy Zespół Szkół Ponadgimnazjalnych Nr 2, ul. św. Andrzeja 4), a od 1935 roku - w nieistniejącym obecnie kościele ewangelickim św. Trójcy (ul. Daszyńskiego). Podczas II wojny światowej zbiory muzeum uległy rozproszeniu. Po zakończeniu działań zbrojnych, w 1946 roku ocalałe eksponaty przeniesiono do Muzeum Państwowego we Wrocławiu. Kolejne muzeum w mieście powstało w 1964 roku jako Muzeum Rzemiosł Drzewnych. Z czasem przyjęło nazwę Muzeum Regionalnego. Od początku powstania funkcjonowało w pomieszczeniach średzkiego Ratusza. Aktualnie placówka działa jako samodzielna instytucja kultury na podstawie zarządzenia nr 124 Wojewody Wrocławskiego z dnia 2 czerwca 1993 r.
Aktualnie w muzeum eksponowane są następujące wystawy stałe:
- „Skarb średzki”, odkryty w latach 1985-1988, zawierający m.in. koronę, monety oraz ozdoby,
- „Wieża więzienna” - zrekonstruowane pomieszczenia cel więziennych z XIV wieku,
- „Warstat - dawne narzędzia do obróbki drewna” - ekspozycji dawnych narzędzi ciesielskich, używanych m.in. przez stelmachów i kołodziejów, bednarzy oraz stolarzy,
- „Archeologia ziemi średzkiej”,
- „Mały Skarb Średzki” - pamiątki rodzinne (biżuteria), należące do kupca Otto Paula Pavla, odkryte w 2000 roku.

Placówka jest obiektem całorocznym, czynnym z wyjątkiem poniedziałków. Wstęp jest płatny.